# السيد الحب : إختيار الملكة
السيد حب: اختيار الملكة (بالصينية: 恋与制作人 : بالبينيين: Liàn yǔ zhìzuò rén وتعرب إلي ليان يوه تشيه يزوُ ريهن وتترجم حرفياً للعربية: الحب والمنتجة) وهي عبارة عن لعبة هاتف مبنية علي رواية مرئية موجهة للإناث وتسمح للاعبين بإرسال الرسائل النصية والدردشة والاتصال بالرجال الرائدين في المجال أثناء تطوير حياتها المهنية كمنتجة إعلامية. 

تجري اللعبة في عالم مليء بالقوى الخارقة والخيال. بطلة الرواية هي بطلة مجهولة الأسم تدخل في قصص ومغامرات مع 4 شخصيات ذكور مع قوى. تسمح اللعبة للاعبين باختيار مسارهم الرومانسي وتجربة الغموض والصراع في قصة عميقة تمتد لعشرات الحلقات علي غرار الكثير من الألعاب الأر بي جي.
تم إصدار اللعبة في الـ20 مارس لعام 2019 على منصة Google Play في المملكة المتحدة. وتم إصدار اللعبة أيضًا في اليابان باليابانية : 恋とプロデューサー ～EVOL×LOVE～ (تُنطق باليابانية : كوي تو بُروديوسا : إيفول إيكسو لوف، و التي تعني بالعربية بشكل حرفي : الحب و المنتجة : إيفول  × لوف)

## الحبكة
تدور القصة عن بنت كانت تعيش مع أبيها الذي يملك شركة صغيرة للبرنامج تلفزيوني يتكلم عن الظواهر العجيبة في يوم من الإيام يموت والد بطلة الرواية في حادثة غامضة فتقوم تلك الفتاة بعمل تحريات عن سبب مقتل والدها وتعرف بالصدفة أن والدها كان ضحية لجماعة تسمي بالبجعة السوداء، لكن بعد وفاة والدها، ورثت هاذه البنت الشركة لتصبح ملكها، لكن المشكلة انه كانت الشركة على حافة الإفلاس، هنا قررت هاذه البنت أن تستثمر كل جهودها لإنقادها والتقت ببعض الناس الذين كانو بإمكانهم مساعدتها، لكن مجموعة هاروي، وهي المساند الوحيد لبرنامجها تخلو عنها وعندما ذهبت إلى مديرها زين لمعرفة السبب اهانها امام الجميع واستخف بها وبشركتها ووصفها بالقمامة، هنا وبدون ارادتها صرخت البنت بأعلى قوتها وهي تتحلف عليه وتواعده أنها سوف تعود بعد 5 سنوات وتتفوق عليه وستسيطر على السوق، ومن هنا بدأت المنافسة الشديدة بين هاذه البنت وذلك الشخص وبدأت معهم أحداث حيث تحاول تلك الفتاة إيجاد رابط بين ما يحدث لها وبين منظمة البجعة السوداء التي تهدف إلي إيقاظ الملكة أي الشخصية المهيمنة علي العالم التي عندما تستيقظ سيتقدم العالم بشكل كبير كما يخططون تعلم بأنها الملكة المنشودة وبالنهاية تتمكن بمساعدة من الشباب من إيقاف المنظمة وتنجح في تحقيق غايتها في أن تصبح المسيطرة علي سوق الإنتاج

## الشخصيات
| اسم       | سيرة شخصية | الأيفول                                                                                        | مؤدي/مؤدية الشخصية | عيد الميلاد | عمر | الطول     |
| --------- | --- | ---------------------------------------------------------------------------------------------- | ------------------ | ----------- | --- | --------- |
| غير معروف | هي بطلة الرواية الرئيسية. هي منتجة لشركة ترفيهية وتشارك مع الشخصيات الرئيسية الأربعة للعبة وبالنهاية تصبح هي الملكة المنشودة. | استبصار                                                                                        | - هيساكو كانيموتو  | غير معلوم   | 22  | غير معروف |
| سيمون     | سيمون هو عالم أعصاب مشهور يمتلك معدل ذكاء مرتفع منذ الطفولة. لسوء الحظ، عزله ذكائه عن أقرانه فقط. بينما يمكنه أن يرى ما يدور في ذهنك بسهولة وقد يقول الكلمات التي يريدك أن تسمعها، لا يمكن لأحد أن يرى من خلاله. مزاجه الفريد سيجعلك تكتشفه بسهولة في الحشد. | التكرار                                                                                        | - دايسوكي هيراكاوا | 15 نوفمبر   | 26  | 180 سم    |
| هاكو      | هاكو هو ضابط شرطة في لوفلاند. في الواقع، هو عميل إيفول يقوم غالبًا بمهام خطيرة. لقد كان مثيرًا للمشاكل في المدرسة الثانوية، لكنه الآن عميل ممتاز يركز على قضايا القوى العظمى.                                                                                  | التحكم في الرياح: يسمح له باكتشاف أي شيء حدث في الريح وكذلك يملك القدرة على الطيران من خلالها. | - يوكي أونو        | 29 يوليو    | 24  | 181 سم    |
| زين       | زين هو المؤسس والرئيس التنفيذي لمجموعة لوفلاند المالية، رجل أعمال دقيق. أسس إمبراطورية تجارية في ثماني سنوات فقط. قال موظفو LFG إنه كان مدمنًا على العمل ولم ير أحد ابتسامته من قبل، لكن يبدو أنه يحب الحيوانات.                                              | يمكنه التلاعب بالوقت.                                                                          | - توموكازو سوجيتا  | 13 يناير    | 28  | 183 سم    |
| كيرو      | كيرو نجم مشهور وموهوب. على الرغم من ثقته ونشاطه، إلا أنه سهل أيضًا ويعلق أهمية كبيرة على معجبيه. يمكن أن يكون مرحًا في بعض الأحيان، لكن عندما تأتي أزمة، ستجده يقظًا وملاحظًا.                                                                                   | تمنحه قدرته سحرًا لا يقاوم                                                                      | - تيتسويا كاكيهارا | 9 أبريل     | 22  | 176 سم    |
| شو        | طالب دراسات عليا في علم الآثار | السيطرة على الرعد                                                                              | - ماكوتو فوروكاوا  | 21 يونيو    | 20  | 182 سم    |

## المصطلحات

### فرضية الملكة الحمراء
في هذا العالم، يتطلب الأمر كل الركض الذي تستطيع أن تركضه لتبقى في نفس المكان.". "
في الانتقاء الطبيعي القاسي، يجب أن تتطور الأنواع بشكل أسرع من الأنواع الأخرى للحصول على مكانة مواتية في السلسلة البيولوجية وإلا ستنقرض في يوماً ما.
يصر أولئك الذين يؤمنون بفرضية الملكة الحمراء على أن البشر يجب أن يسعوا بنشاط للتغيير من أجل حكم الطبيعة.

### الإيفول
«إيفول» (هي عبارة عن كلمة love والتي تعني «الحب» مقلوبة) وهي عبارة عن قدرات خارقة يملكها قلة قليلة جدًا من الناس. بعبارة أخرى، إنها قوة عظمى. أولئك الذين يمتلكون إيفول يطلق عليهم لقب «إيفولوفارز» أو البشر فائق التطور.
فلقد ساهمت الجينات الإيفول وقدراتهم المتقدمة في جعل الإيفولفرز يتخطون البشر تمامًا ويصبحون بشراً خارقين.

### البجعة السوداء
مشروع البجعة السوداء، المعروف أيضًا باسم برنامج التحويل الجيني البشري المثالي، هو خطة لإيجاد طرق لجعل البشر أقوي من خلال دراسة جينات الإيفول وتأثيرها وما هو مصدرها.و من خلال هذه الخطة، يمكن للإنسان العادي أن يصبح إيفولفار، وهذا يعطي فرصًا لتغيير العالم.

### ملكة البجعة السوداء
تتمتع ملكة البجعة السوداء بقدرة خاصة: حيث يمكن لجيناتها أن توقظ وتقوي قدرة الآخرين، وهو عامل رئيسي في إطلاق برنامج البجعة السوداء.

## اللعبة
لعبة السيد حب: خيار ملكة هي لعبة عبارة عن رواية مرئية متاحة علي الهواتف الذكية والأجهزة التي تعمل بنظامي إندرويد وآي أوه أس حيث يأخذ اللأعب دور الفتاة المجهولة الأسم (البطلة) ويتوجب عليه أن يبقي على اتصال مع حبيبه أي شخصية من الفتيان الخمسة (سيمون، هاكو، زين، شو، كيرو) من خلال الرسائل والمكالمات ووسائل التواصل الاجتماعي. دردش معه عبر الرسائل والمكالمات وكن أول من يعلق على مشاركاته عبر الإنترنت. يمكنه حتّي مشاركة لحظاته الخاصة.يتم إلغاء قفل الرسائل واللحظات عندما تحصل على بطاقات كارما معينة، والتقدم عبر القصة الرئيسية، وزيادة مستويات العلاقة الحميمة. يتيح له التواصل مع اهتمامات الحب من خلال ميزة الهاتف زيادة مستوى الحميمية لكل شخصية. يقوم اللأعب بإدارة و
تشغيل استوديو الإنتاج الخاص به! حيث سيحتاج إلى تعيين موظفين، وإنتاج برامج تلفزيونية، ومراقبة كل التفاصيل، والتعامل مع حالات الطوارئ. لجعل شركته تنجح
يُطلق على الموظفين اسم «الخبراء» ولكل منهم سمات معينة ضرورية لاجتياز المستويات. يمكن الحصول على الخبراء من خلال استكمال القصة أو في متجر «أخبار المدينة».عالم السيد الحب مليء بالقوى الخارقة الغامضة. هنا سوف يواجه اللأعب مزيجًا فريدًا من الخيال والرومانسية. وكلما تقدم اللأعب في القصة سيتكشف الأسرار الغامضة حول هويته وهوية الفتيان الخمسة من خلال عشرات الحلقات ذات حبكة عميقة، ومحاكاة رومانسية عاطفية. وعند الوصول لمستوي جديد يحصل اللأعب علي طاقة تسمي بطاقة الكرمة يجب علي اللأعب التركيز في جعل مستوي الكرمة لديه مرتفع كي يحصل علي الكثير من المميزات تمتاز اللعبة بصور فائقة الدقة الرسوم الحاسوبية الممتازة سيحتفظ بسجل لكل لحظة لا تُنسى بين اللأعب وبين خليله في اللعبة.

## الأنمي
بعد النجاح الكبير التي حققته اللعبة قررت الشركة المالكة للحقوق تحويل اللعبة إلي أنمي وقامت بالتواصل مع أستديو مابا لتولي مهمة أنتاج الأنمي وبالفعل عمل أستديو مابا علي أنتاج الأنمي فتم أختيار الكاتبة كيوكو يوشيمورا لكتابة سيناريو الحلقات والفنان جونشيتشي ياماجوشي لتصميم الشخصيات والمخرج مونيهيسا ساكاي وقامت شركة إيموتو للترفيه بدفع تكاليف الأنتاج الخاصة بالعمل. وعندما تم الإنتهاء من كل شئ للأنمي تم التعاقد مع قناة طوكيو إم أكس وذلك لعرض الأنمي المكون من 12 حلقة وبالفعل تم تحديد موعد بث الحلقات بدئاً من يوم الأربعاء 15 يوليو 2020 حتّي الأربعاء 30 سبتمبر 2020. وقامت بعض القنوات BS-N , Sun TV وAT-X بالحصول علي حقوق البث في اليابان في الوقت عينه شارة البداية "Nibiiro no Yoake" والتي تعني فجر رمادي مظلم غناء يوتارو ميورا وشارة النهاية هي "Maioritekita Yuki" والتي تعني الثلوج التي تتساقط غناء كونومي سوزوكي. أما بالنسبة للنسخة الصينية فكانت شارة البداية "Chen Hun" والتي تعني فجر الغسق من غناء هو شيا بينما شارة النهاية Mèng de Lû háng والتي تعني رحلة الأحلام من غناء جو جينغ يي.
| ترتيب الحلقة | أسم الحلقة باللغة اليابانية | أسم الحلقة باللغة العربية | تاريخ عرض الحلقة لأول مرّة |
| ------------ | --------------------------- | ------------------------- | ------------------------- |
| 1            | はじまりの絆                | روابط البداية             | 15 يوليو 2020             |
| 2            | 風吹く時に                  | عندما تهبُّ الرياح          | 22 يوليو 2020             |
| 3            | 追憶の味                    | مذاق الذكريات             | 29 يوليو 2020             |
| 4            | 闇の中の鍵                  | المفتاح في الظّلام         | 5 أغسطس 2020              |
| 5            | 琥珀色の風                  | رياح كهرمان               | 12 أغسطس 2020             |
| 6            | その夢の向こう              | ما وراء ذلك الحلم         | 19 أغسطس 2020             |
| 7            | 繋がった記憶                | ذكريات مُتصلة              | 26 أغسطس 2020             |
| 8            | 404号室                     | الغرفة 404                | 2 سبتمبر 2020             |
| 9            | モノクローム                | أبيض وأسود                | 9 سبتمبر 2020             |
| 10           | 別れの夜明け                | فجر الوداع                | 16 سبتمبر 2020            |
| 11           | めぐる時の果てに            | علي حافّة الزمن المُقبِل     | 23 سبتمبر 2020            |
| 12           | 絆                          | روابط                     | 30 سبتمبر 2020            |